# 글렌다 패럴
글렌다 패럴(Glenda Farrell, 1904년 6월 30일 ~ 1971년 5월 1일)은 미국의 배우이다.

## 출연 작품
- 사고뭉치 간호조무사 (1964)
- 키싱 코즌 (1964)
- 벤 케이시 (1961)
- 미드 오브 나잇 (1959)
- 걸 인 더 레드 벨벳 스윙 (1955)
- 수잔은 여기 자고 있다 (1954)
- 잉카의 비밀 (1954)
- 스튜디오 원 (1948)
- 자니 이거 (1942)
- 사랑의 별장 (1942)
- 1937년의 황금광들 (1936)
- 리틀 빅 샷 (1935)
- 고 인투 유어 댄스 (1935)
- 1935년의 황금광들 (1935)
- 히트 라이트닝 (1934)
- 하이, 넬리! (1934)
- 밀랍 박물관의 미스테리 (1933)
- 하루 동안의 숙녀 (1933)
- 쓰리 온 어 매치 (1932)
- 나는 탈옥수 (1932)
- 리틀 시저 (1930)